# Les Ayvelles
Les Ayvelles es una comuna francesa situada en el departamento de Ardenas, en la región de Gran Este.

## Demografía
| 410 | 418 | 511 | 603 | 816 | 769 | 886 |
| Para los censos de 1962 a 1999 la población legal corresponde a la población sin duplicidades (Fuente: INSEE [Consultar]) |     |     |     |     |     |     |